# Sormery
Sormery település Franciaországban, Yonne megyében. Lakosainak száma 386 fő (2022. január 1.). Sormery Coursan-en-Othe, Nogent-en-Othe, Saint-Mards-en-Othe, Vosnon, Bœurs-en-Othe, Lasson, Neuvy-Sautour és Turny községekkel határos.

## Népesség
A település népessége az elmúlt években az alábbi módon változott:
| Lakosok száma | 356  | 348  | 349  | 349  | 355  | 360  | 364  | 371  | 386  |
|               | 2013 | 2015 | 2016 | 2017 | 2018 | 2019 | 2020 | 2021 | 2022 |